# Trevor Wye
En Trevor Wye (Woking, Surrey, 6 de juny del 1935) Va estudiar flauta amb Geoffrey Gilbert i amb Marcel Moyse. Ha estat músic "freelance" amb moltes de les grans orquestres simfòniques i de cambra del Regne Unit, havent realitzat també gravacions discogràfiques tot sol i a duo.
Va fundar l'International Summer School (Escola Internacional d'Estiu), que, des del seu començament en l'any 1969, ha ha exercit una considerable influència a l'escola d'instruments de vent. L'any 1983 també va fundar la British Flute Holanda, Japó i Australiana. Va fer classes-concert molt populars utilitzant els diferents tipus de flautes de la seva pròpia col·lecció, estant particularment interessat amb la "flauta d'amore", instrument amb el qual realitza freqüents recitals.
És considerat com el millor professor de flauta del seu paísPlantilla:Test imprecís i és professor i Director del Departament de Flauta del Royal Nothern Collage of Music, Manchester, i anteriorment va ser professor en el Guidhall School os Music, Londres.